# Louis von Padtberg
 Ludwig (genannt Louis) Karl Friedrich Philipp Freiherr von Pad(t)berg (* 30. August 1810 in Helminghausen; † 29. Juni 1873 in Detmold) war ein deutscher Rittergutsbesitzer und waldeckischer Abgeordneter aus dem Adelsgeschlecht Padberg.

## Leben
Ludwig „Louis“ von Padberg war der Sohn des Carl Raban Ernst Ludwig Freiherr von Padberg (* 2. Februar 1775 in Helminghausen; † 11. August 1829 ebenda) und dessen Ehefrau Friederike Christiane Meisner (* 19. Mai 1776 in Arolsen; † 16. Dezember 1821). Er war evangelischer Konfession und heiratete am 10. September 1846 in der Deutschen (Evangelische) Kirche in Lausanne Charlotte Elisa (genannt Elise) Secrétan (* 28. September 1821 in Lausanne; † 31. März 1900), die Tochter des Rechtsprofessors Charles Isaac Gabriel Benjamin Secrétan (* 5. November 1784 in Lausanne; † 17. Mai 1858 ebenda) und der Jeanne Charlotte Secrétan (* 4. Oktober 1792; † 29. November 1866).
Von Padberg besuchte von 1825 bis 1827 das Landesgymnasium in Korbach. Von 1829-(jedenfalls bis (ca.)) 1832 stand er unter Vormundschaft von Landstand Heinrich Stoecker. Er war Herr auf Gut Helminghausen und Ottlar. 1841 erfolgte die Anerkennung des Freiherrenstandes durch Waldeck und Preußen. Er war Kammerjunker und später Kammerherr sowie Hofmarschall in Arolsen.
Vom 26. Juni 1845 bis zu seinem Rücktritt aus den alten Landstände nach der Märzrevolution am 27. April 1848 war er als Besitzer des Ritterguts Ottlar für die Ritterschaft Landstand des Fürstentums Waldeck.
Am 6. Mai 1845 wurde er Ritter des Großherzoglich Oldenburgischen Haus- und Verdienstordens des Herzogs Peter Friedrich Ludwig. 1861 wurde er mit dem Roten Adlerorden 2. Klasse ausgezeichnet.